# Green Rose
Green Rose (hangul: 그린로즈; rr: Geurin Rojeu) é uma telenovela sul-coreana exibida pela SBS em 2005, estrelada por Go Soo, Lee Da-hae, Lee Jong-hyuk e Kim Seo-hyung.

## Elenco

### Elenco principal
- Go Soo como Lee Jung-hyun/Zhang Zhongyuan
- Lee Da-hae como Oh Soo-ah
- Lee Jong-hyuk como diretor Shin Hyun-tae
- Kim Seo-hyung como Cha Yoo-ran

### Elenco de apoio
- Sunwoo Jae-duk como diretor-gerente Seo
- Jung Sang-hoon como Kim Dong-wook
- Zhang Kang'er como Chen Daren
- Park Sang-myun como Lee Choon-bok
- Han Jin-hee como presidente Oh Byung-moo
- Seo Jin-ah como Hong So-ra
- Lee Won-jae como Yoo Kwang-il
- Sung Dong-il como Jung Taek-soo
- Kang Shin-il como investigador Jo
- Choi Sang-hoon como procurador Oh
- Yoo Jung-ki como guarda prisional Ahn
- Jang Hoon como investigador Kim
- Lee Seung-ho como juiz supremo
- Byun Hee-bong como procurador Jung
- Jung Hye-sun como Han Myung-sook
- Kim Ji-young como Park Soon-nyeo

## Exibição
| País          | Emissora | Data de estreia     | Data de encerramento   | Título         |
| ------------- | -------- | ------------------- | ---------------------- | -------------- |
| Coreia do Sul | SBS      | 19 de março de 2005 | 29 de maio de 2005     | 그린로즈       |
| Filipinas     | ABS-CBN  | 4 de julho de 2005  | 16 de setembro de 2005 | Green Rose     |
| Japão         | BS Japan | 2006                | 2006                   | グリーンローズ |
| Taiwan        | GTV      | 21 de março de 2007 | 25 de abril de 2007    | 綠薔薇         |

## Versões
- Green Rose - uma telenovela filipina exibida pela ABS-CBN em 2011, estrelada por Jericho Rosales, Anne Curtis, Jake Cuenca e Alessandra de Rossi.[2][3]